# Iwan Sergejewitsch Schmeljow

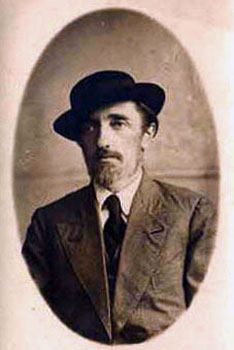
Iwan Schmeljow

Iwan Sergejewitsch Schmeljow, auch unter dem Namen Ivan S. Smelev, (russisch Иван Сергеевич Шмелёв; * 21. Septemberjul. / 3. Oktober 1873greg. in Moskau; † 24. Juni 1950 in Bussy-en-Othe, Département Yonne) war ein russischer Schriftsteller.

## Leben und Nachwirken
Schmeljow wurde als viertes von fünf Kindern einer Moskauer Kaufmannsfamilie geboren, wuchs in einer streng religiösen Atmosphäre auf und studierte von 1894 bis 1898 an der juristischen Fakultät der Moskauer Universität.
Er wurde nach einem ersten literarischen Misserfolg Steuerinspektor in der Provinz Wladimir. Hier fand er den Stoff zu seinen Erzählungen. 1918 bis 1922 lebte er mit seiner Frau in Aluschta auf der Krim. Sein einziger Sohn Sergei, der in der Armee des General Wrangel diente, wurde auf der Krim verhaftet und erschossen.
In der Emigration entstanden die Werke, in denen er die tradierte religiöse Ordnung des alten Russlands zum Ideal machte und in immer neuen Zugangsweisen beschreibt. Sein wohl bekanntestes Werk ist „Die Sonne der Toten“. Thomas Mann setzte sich mit dem Buch intensiv auseinander. Schmeljow galt zu Beginn der 1930er Jahre als Anwärter für den Nobelpreis für Literatur.
Während des Zweiten Weltkrieges blieb Schmeljow im französischen Exil, wo er auch 1950 verstarb.
Mit dem Fall der Sowjetunion wurde Schmeljow in Russland wiederentdeckt. 2000 wurden seine sterblichen Überreste und die seiner Frau vom Russischen Friedhof von Sainte-Geneviève-des-Bois ins Donskoi-Kloster überführt. Im Jahre 2006 schuf Alexander Konstantinowitsch Petrow einen Animationsfilm zu Schmeljows Erzählung Meine Liebe (Моя любовь, Moja ljubow).

## Werke
- Человек из ресторана, Moskau 1911
  - Der Kellner. Übers. Käte Rosenberg. S. Fischer, Berlin 1927
  - Der Kellner. Qualitativ hochstehende Übersetzung durch Georg Schwarz. Aufbau, Berlin-Ost  1968.
  - Der Mensch aus dem Restaurant. Neuauflage mit Nachwort Wolfgang Schriek. Die Andere Bibliothek. Berlin 2021, ISBN 978-3-8477-0445-4.[3]
- Солнце мёртвых, 1923
  - Die Sonne der Toten. Übers. Käte Rosenberg[4], S. Fischer, Berlin 1925
  - Der Toten Sonne. Übersetzung Christiane Pöhlmann. Die Andere Bibliothek, 2023, ISBN 978-3-8477-0459-1
- Liebe in der Krim. Übers. Rebecca Candreia. Reclam RUB 7108-7109, Leipzig 1930; wieder in Die großen Meister. Europäische Erzähler des 20. Jahrhunderts, 1. Hg. Rolf Hochhuth. Bertelsmann Lesering, Gütersloh 1960, S. 380–466
- Vorfrühling. Übers. Rebecca Candreia. Rotapfel, Erlenbach ZH o. J. [1931]
- Bericht eines ehemaligen Menschen. Eckart-Verlag, Berlin 1932
- Die Straße der Freude.
- Das Licht des Geistes und  Des Teufels Schaubude. Scherpe, Krefeld o. J.
- Wanja im heiligen Moskau. Herder, Freiburg 1958
- Der niegeleerte Kelch. Übers. Hans Ruoff, Ellermann, 1961
- Dunkel ist unser Glück. Übers. Rudolf Karmann. Herder, Freiburg 1965
- Der Abschied des Danila Stepanytsch. Herder, Freiburg 1973
- Ossja, der Maler. Signal, Baden-Baden 1975